# Wiltshire
Il Wiltshire (pronuncia [/ˈwɪltʃər] o [ˈwɪltʃɪər], in passato [ˈwɪlʃər], abbreviato Wilts) è una contea dell'Inghilterra sud-occidentale.

## Geografia fisica
La contea confina a nord-ovest e a nord con il Gloucestershire, a nord-est con l'Oxfordshire, a est con il Berkshire, a est e a sud-est con l'Hampshire, a sud-ovest con il Dorset ed a ovest con il Somerset. 
Il territorio è caratterizzato da ampie vallate. In particolare a centro-sud si estende la Valle di Salisbury in cui è posta la città omonima con l'imponente cattedrale. Questa parte della contea è drenata dal fiume Avon che scende verso la Manica.
Nel sud-ovest si elevano le catene collinose delle Cranborne Chase e delle West Wiltshire Downs. Queste catene di basse colline proseguono irregolarmente in direzione nord-ovest fino alle Malbourough Downs prolungamento delle Berkshire Downs. Nella parte centrale della contea, tra queste catene collinose, si estende la Vale of Pewsey, drenata dal fiume Kennet. Nel nord-est la contea digrada nuovamente in un'ampia area pianeggiante drenata dall'Avon nelle cui vicinanze è situata Trowbridge, il capoluogo di contea. Nell'estremo nord la contea è drenata dal Tamigi.
La contea ha un carattere prevalentemente rurale ad eccezione di Swindon, il più grande agglomerato urbano, nel nord-est.

## Geografia antropica

### Suddivisioni amministrative
La contea è divisa:
Il distretto di Thamesdown, nato nel 1974, è divenuto un'autorità unitaria che comprende il borough di Swindon il primo aprile 1997.
I distretti di Kennet, North Wiltshire, Salisbury e West Wiltshire sono divenuti un'autorità unitaria, il Consiglio del Wiltshire, il primo aprile 2009.

#### Suddivisioni
|  | 1. Consiglio del Wiltshire (autorità unitaria) 2. Swindon (autorità unitaria) |

## Monumenti e luoghi d'interesse
- Avebury, resti neolitici

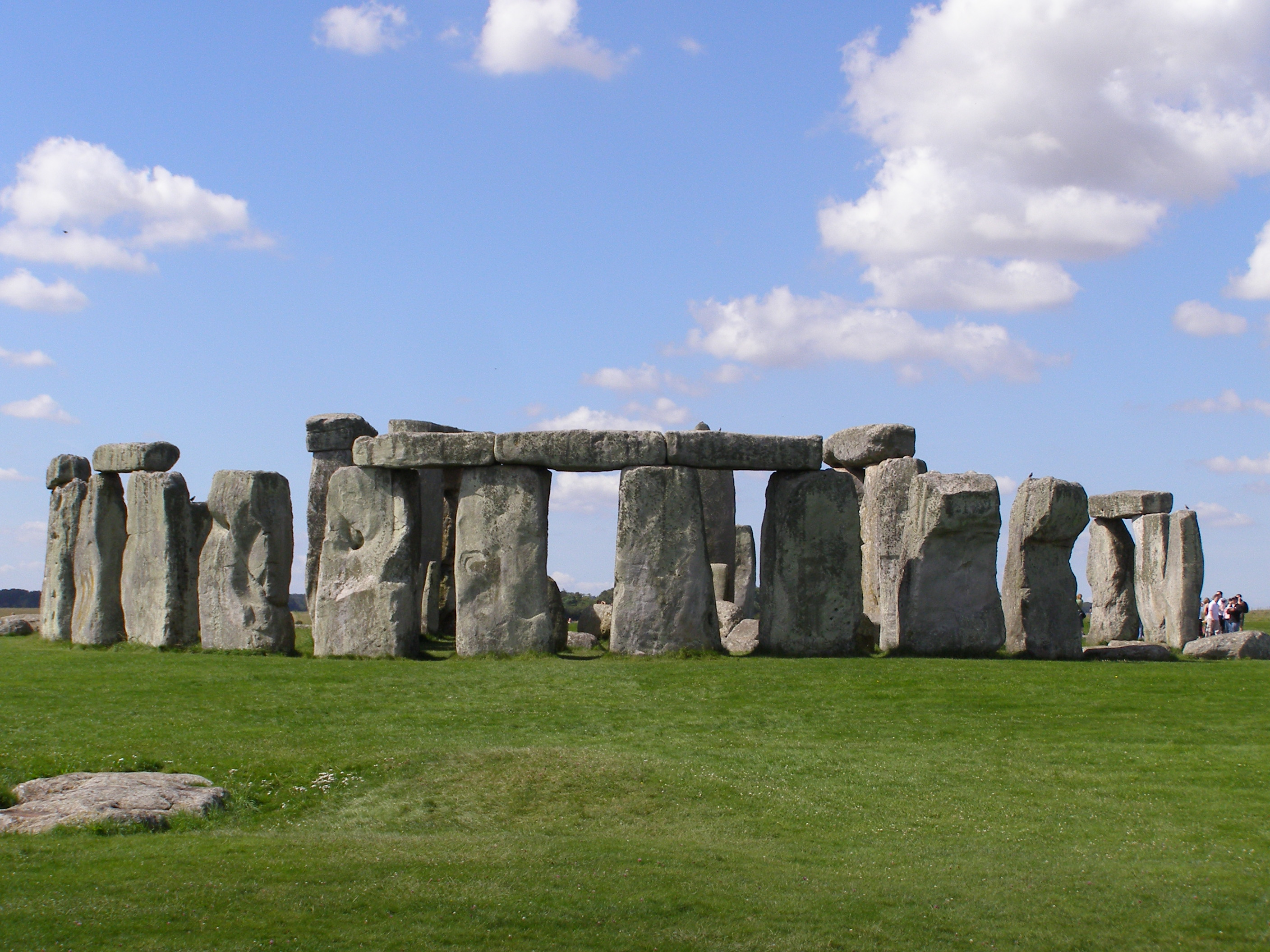
Stonehenge

- Barbury Castle, forte di terra dell'età del ferro.
- Bentley Wood
- Bowood House, residenza storica in stile georgiano.
- Cattedrale di Salisbury
- Castle Combe, caratteristico villaggio
- Castle Hill, collina a Mere.
- Cherhill, villaggio con un cavallo bianco inciso sul fianco di una collina di gesso nel 1780.
- Chisbury Chapel
- Coate Water, parco di particolare interesse biologico a East Swindon.
- Cranborne Chase
- Crofton Pumping Station, impianto di pompaggio idraulico con motore a vapore del 1812.
- Fosse Way, tracciato della strada romana.
- Great Chalfield Manor
- Iford Manor, residenza con giardini progettato da Harold Peto.
- Kennet and Avon Canal
- Abbazia di Lacock
- Longleat House e Longleat Safari Park
- Lydiard, parco e casa storica a West Swindon.
- Marlborough Downs
- Old Sarum, primo insediamento di Salisbury, da secoli abbandonato, contiene le rovine della prima cattedrale.
- Old Wardour Castle
- Salisbury Plain
- Silbury Hill, collina artificiale costruita in tempi preistorici nei pressi di Avebury.
- Stonehenge
- Stourhead, tenuta di 12 km² in corrispondenza delle sorgenti del fiume Stour, di proprietà della famiglia Stourton per 700 anni.
- Swindon and Cricklade Railway
- The Thames Path, sentiero lungo il corso del Tamigi.
- TURNSTILE, enorme bunker antiatomico per 4 000 persone.
- Vale of Pewsey
- West Kennet Long Barrow, tomba neolitica nei pressi di Avebury.
- Westwood Manor
- Woodhenge, resti neolitici
- Wilton House, residenza storica dei conti di Pembroke, in parte progettata da Inigo Jones, costruita sulla medievale abbazia di Wilton
- Wilton Windmill, mulino a vento del 1821.
- Win Green, collina al confine col Dorset

## Stemma
Nel suo stemma è raffigurata l'otarda maggiore, che fino agli inizi dell'Ottocento era molto diffuso nelle Isole Britanniche.